# メタルスレイダーグローリー
『メタルスレイダーグローリー』 (Metal Slader Glory) は、1991年8月30日に日本のハル研究所から発売されたファミリーコンピュータ用コマンド選択式アドベンチャーゲーム。
2000年にはリメイク版としてスーパーファミコン用ソフト『メタルスレイダーグローリー ディレクターズカット』が任天堂より発売された。ファミリーコンピュータ版は2007年にWii用ソフトとして、2015年にはWii U用ソフトとしてバーチャルコンソールにて配信された。スーパーファミコン版は2015年にWii U用ソフトとしてバーチャルコンソールにて配信された。

## 概要
ハル研究所が『殺意の階層』『御存知 弥次喜多珍道中』（ともにハイパーウェア）に次ぎリリースしたアドベンチャーゲーム第3作品目。なおかつ独立ソフトメーカーとしてリリースした最後の作品。
主人公の日向忠を操作し、「メタルスレイダーの創造主を探せ」という謎のメッセージを解き明かす事を目的としている。作品の特徴としては、同機種で唯一の最大容量8メガビット（=1メガバイト）ROMを使用した緻密なグラフィック、特殊チップ「MMC5（メモリーマネージメントコントローラ5）」を使った特殊処理による映像の演出、当時の主流であるバッテリーバックアップ形式ではなく、旧来のパスワード形式を採用したことなどが挙げられる。
開発はハル研究所が行い、企画・デザイン・ストーリー・ディレクターは漫画家・イラストレーターの☆よしみるが担当、プログラムはディスクシステム用ソフト『ガルフォース』（1986年）を手掛けた向井忠が担当、音楽はライブプランニングが請け負っており、作曲は京田誠一が担当している。
☆よしみるのキャラクターデザインとストーリーを元に企画、構成されたコマンド選択式SFアドベンチャーゲーム。開発から販売に至るまでに4年2か月とされているが、その2年前には既に企画ができており、合計約6年を費やしたことになる。ファミリーコンピュータのハード性能の限界に迫るグラフィックとサウンド、魅力あるストーリーとキャラクター、そしてファミリーコンピュータとしては最大容量の8メガROMを搭載していることが特徴だが、当時は既にスーパーファミコンへの移行期であったうえ、当時の日本のコンシューマゲーム機でADVはRPGほど人気のあるジャンルではなかったこともあり、流通量が少なく、プレミアムソフトの代表格の1つとして扱われる事が多い。テレビ番組『ゲームセンターCX』（2003年 - 、フジテレビONE）での所有者へのインタビューによると、本作について「宣伝費のかけ過ぎでメーカーが潰れた」と説明された。また、6年かけた事で資金の回収が難しいほどの巨額の開発費を投じていたとの桜井政博の話もある。
2000年には容量の都合でカットされたシナリオの一部を復活させ、さらに☆よしみる自身がグラフィック全般の手直しなどを行ったスーパーファミコンのリメイク版『メタルスレイダーグローリー ディレクターズカット』が発売された。ローソンで限定予約販売されたプリライト版は特典として特製ポストカード5枚セットと取扱説明書・カセット用ラベルを同梱し、同年11月29日に引き渡しを開始した。翌月12月1日からは同じくローソンで実施のニンテンドウパワーにて書き換え販売が開始された。なお、本作はスーパーファミコンソフトおよび同ハード向けのニンテンドウパワー供給ソフトとしては最後に発売された公式タイトルである（『ディレクターズカット』およびオリジナルバージョンを他機種に移植した事例の詳細については、#移植版を参照）。
本作で登場するロボットの「GLORY」が、SRビデオゲームロボティクス2で立体化されている。

## 設定

### ストーリー
日向忠の手元に届いた1台の作業用メタルスレイダー。忠がメタルスレイダーに乗り込むと、「地球は危機に瀕している…。このメタルスレイダーの創造主を探せ…。」という謎のメッセージが流れてくる。このメッセージの謎を解くために、忠はゲンの店へ向かう。

### 舞台
GEN'S AUTO
エアポート
ステーション
居住区
月
ムーンフェイス
03区
T・ストーク

## キャラクター
声優は、2008年7月24日に発売されたドラマCD版でのキャスト。

### メインキャラ
日向 忠（ひむかい ただし）
- 声 - 宮野真守

17歳。主人公。一人称は「俺」。一般人には扱えない作業用重機「メタルギアーム」などの操作代行を専業とし、自ら作業所を経営している。両親は既に他界しているため、唯一の肉親である妹のあずさを大事に育てているが、時にシスターコンプレックス呼ばわりされるほどの神経質さを見せる。女好き。
日向 あずさ（ひむかい あずさ）
- 声 - 田村ゆかり

12歳。忠の妹。一人称は「あずさ」。年齢の割には幼さが残っており、忠やエリナを慕っている。学校での成績は優秀。4歳の頃に父親の死を目の当たりにした事で強い精神的ショックを受け、その前後の記憶が欠落している。母親の形見であるパフュームペンダントを首に着けている。
エリナ・ファーファ
- 声 - 柚木涼香

17歳。忠の作業所に出入りしている、彼のガールフレンド。一人称は「私」。判断力に優れ、それでいて優しい性格。宇宙船舶免許を所持しており、メカのオペレーターとしても優秀。3サイズはB88/W58/H99。両親はニューヨーク・ステイトに在住しており、父親はサラリーマン、母親は元キャリアウーマンの主婦。両親ともに金髪であるのに自分だけ青髪なのを気にしている。
キャティ・ヴィトレイ
- 声 - 折笠富美子

18歳。一人称は「私」。第35居住区にあるファーストフード店「マックベリーズ」の店員。その正体は、中央政府軍とは別の独立組織「私設軍」の主任。孤児であった頃にヴィヴァーチェに引き取られ、育てられた。
如月 やよい（きさらぎ やよい）
- 声 - 今井麻美

16歳。月にあるレストラン「ヴィヴァーチェ」のウェイトレス。一人称は「私」。その正体は「私設軍」のメンバーの1人。
技 燕改（ぎ えんかい）
- 声 - 代永翼

16歳。一人称は「僕」。「私設軍」のメンバーの1人で、キャティの右腕的存在。キャティ同様、幼い頃にヴィヴァーチェに引き取られた。メカについての知識が豊富で、整備士とパイロットを兼任している。

### サブキャラ
ゲン・ランクル
- 声 - 白石稔

28歳。忠の作業所の隣にある「GEN'S AUTO」の経営者。中古車からメタルスレイダーまで手広く販売しており、仕入れや輸送のための小型貨物船「ムーンフェイス」を所有している。
チャーミー･グリント
- 声 - 南條愛乃

21歳。「GEN'S AUTO」の店員。多少おっとりとしているがきめ細かな性格で、整理整頓に余念が無い。
シルキーヌ・マルソー
- 声 - 田中敦子

年齢不詳。第35居住区の主任を務める最高責任者。普段は多くを語らないが、その裏では「私設軍」と政府の橋渡しを行っている。
小夜子（さよこ）
- 声 - 伊藤静

29歳。シルキーヌの秘書。第35居住区中央で案内係を務めており、シルキーヌから絶大な信頼を受けている。
日向 政忠（ひむかい まさただ）
忠とあずさの父親。8年前の戦争でGLORYのパイロットとして参加して戦死。GLORYに関する数々の逸話を残した。36歳没。
日向 エイミア（ひむかい エイミア）
忠とあずさの母親。あずさが幼かった頃に死亡。花をこよなく愛し、それらを使った香水作りを趣味としていた。29歳没。
ペトルーシュカ･コルサコフ
19歳。ターミナルステーションの案内係。変わった髪形をしているため、あずさから「変な髪形」と言われた。
ジフ・クレイムス
32歳。ターミナルステーションの主任を務める最高責任者。8年前の戦争についての詳細を知る人物の1人だが、多くを語りたがらない。
シン・イチノセ
17歳。ターミナルステーションにあるメカニックベイ「SHIN'S MECHNIC」の経営者。メカに関する幅広い知識と確かな腕を持っているが、あまりに忙しいために不在である場合が多い。
ルナ･ミルドリッド
17歳。「SHIN'S MECHNIC」の店員。アイと2人で店番をしている。
アイ･ブランシュ
16歳。「SHIN'S MECHNIC」の店員。ルナと2人で店番をしている。
ヴィヴァーチェ
キャティ、燕改の養父であり、メタルスレイダーを開発した優秀な科学者。8年前の戦争が終結した後、忽然と姿を消してしまった。

### 登場メカ

#### メタルスレイダー
2040年初頭に起こった油脂類燃料の使用制限により、太陽光や水素を主体とする無公害エネルギーが主流となったが、油脂類燃料の使用時と比較した際のパワーダウンを解決するために公営企業「I.S.D.C.」の技術チームによって開発された作業用重機「メタルギアーム」が戦闘兵器に転用されたものの総称。
GLORY（グローリー）
日向政忠専用の試作機。機体番号V-MH。ヴィヴァーチェによって2054年に1機だけ製造された、全メタルスレイダー最高の性能を誇る機体。ドイツ・BMW社製という触れ込みの一般作業用ギアームに偽装されて日向忠の元に届く。
- 全高15.8m、頭部高14.9m、乾燥重量30.7t、全備重量44.0t
- MHDジェネレータ出力2221kw、 スラスター推力66000kg（16500kg×3機、8250kg×2機）
- ビームガン、レーザーウィップ、スタンフレーム、ウルティメイトウエポン

NUDIA（ヌーディア）
キャティ・ヴィトレイ専用機。機体番号V-02。GLORYの後継機である唯一の女性型メタルスレイダー。各部に軽量化が施され、パワーよりもバランスと機動性が重要視されている。
- 全高14.7m、頭部高14.0m、乾燥重量22.2t、全備重量32.2t
- MHDジェネレータ出力2221kw、スラスター推力58400kg（19800kg×2機、9400kg×2機）
- ハンドビームガン、レーザーウィップ、スタンフレーム

EAR（イェラ）
ゲーム未登場。初期に開発されたメタルスレイダーで、現在は運用されていない。2足歩行マニピュレーターとしては不完全な形態で、FOUNが正式採用されてからは辺境警備などに配備された。バランサーとなる尻尾が特徴。
- 全高13.0m、乾燥重量19.1t、全備重量25.0t
- MHDジェネレータ出力1011kw、スラスター推力20100kg（10900kg×1機、4600kg×2機）

FOUN（ファウン）
ゲーム未登場。初期に開発されたメタルスレイダーで、現在は運用されていない。MURMが正式採用されるまで政府軍の主力として活躍し、8年前の戦争時には大量投入された。EARよりも優れたバランスオペレーションシステムを搭載している。
- 全高14.1m、乾燥重量24.1t、全備重量37.3t
- MHDジェネレータ出力1221kw、スラスター推力36800kg（18400kg×1機、4600kg×4機）
- ビームガン、シールド

HORN De MURM（ホーンドマーム）
FOUNの後継機として政府軍で正式採用されているMURMの改良機。ホーンドを冠する機体はT・ストークに艦載されているものを意味し、独自のカスタマイズが施されている。エリナが使用した機体の機体番号はI-6001（61号機）。
- 全高14.8m、頭部高14.7m、乾燥重量28.6t、全備重量40.6t
- MHDジェネレータ出力1740kw、スラスター推力49800kg（16600kg×3機）
- ビームガン、対誘導弾用ジャミング

HONEIL MURM（オネイルマーム）
私設軍が運用しているMURMの改良機。随所にヴィヴァーチェの技術が活かされており、さらにパイロットに合わせて1機ずつカスタマイズされている。少なくとも14機が存在し、燕改専用機の機体番号はV-800S（14号機）。
- 全高15.3m、頭部高14.7m、乾燥重量31.5t、全備重量45.2t
- MHDジェネレータ出力1820kw、スラスター推力58800kg（19600kg×3機）
- ロングレンジビームガン、レーザーウィップ、スタンフレーム

#### その他
MOON FACE（ムーンフェイス）
ゲン・ランクルが所有する小型貨物船。居住空間は充実しているが長期航行には耐えられないため、中古メカなどの輸送といった簡単な業務を中心に運用されている。忠たちがGLORYの謎を解明するために、ゲンから一時的に借り受けた。
- 全長38.8m、全幅25.0m 全高27.5m、船体重量876t
- 最大積載重量190t、最大推力314t

T・STOKE（T・ストーク）
私設軍がダークエリア（非居住区域）で密かに建造していたシリンダー・コロニー型の超巨大戦艦。
- 全長6900m、胴体直径1880m、最大直径4660m
- カタパルト全長720m、メタルスレイダー最大収容機数90数機
- 大口径レーザー砲、艦基レーザー砲

P・O・D
異星生物の主力兵器であるバイオメカの一種。機動力に優れ、誘導ミサイルでの後方支援を得意とする。
- 誘導ミサイル、シールド

E・P・F
異星生物の主力兵器であるバイオメカの一種。攻撃力に優れ、遠近両用の装備を使い分ける。
- エネルギーボール、レーザーソード、シールド

大型機動要塞
異星生物の母艦。異様な姿をしている。
- 大口径レーザー砲

## 移植版
| No. | タイトル                                        | 発売日         | 対応機種           | 開発元                      | 発売元     | メディア                                    | 型式          | 備考 |
| --- | ----------------------------------------------- | -------------- | ------------------ | --------------------------- | ---------- | ------------------------------------------- | ------------- | --- |
| 1   | メタルスレイダーグローリー ディレクターズカット | 2000年11月29日 | スーパーファミコン | ハル研究所                  | 任天堂     | SFメモリカセット （フラッシュロムカセット） | SHVC-BMSJ-JPN | SFメモリカセットへソフトを書き込んだプリライト版。 特典をセットにした予約限定先行販売品。                                                       |
| 2   | メタルスレイダーグローリー ディレクターズカット | 2000年12月1日  | スーパーファミコン | ハル研究所                  | 任天堂     | SFメモリカセット （フラッシュロムカセット） | SHVC-BMSJ     | ニンテンドウパワー書き換え販売版。ゲーム内容はプリライト版と同一。 2007年2月28日販売終了。                                                      |
| 3   | メタルスレイダーグローリー                      | 2007年12月18日 | Wii                | ハル研究所                  | ハル研究所 | ダウンロード （バーチャルコンソール）       | -             | ファミリーコンピュータ版の移植 プレイヤーの健康上の影響を考慮し一部シーンの画面演出を明度を落とした仕様に変更。 2019年1月31日に配信・販売終了。 |
| 4   | メタルスレイダーグローリー                      | 2015年7月1日   | Wii U              | ハル研究所 （オリジナル版） | ハル研究所 | ダウンロード （バーチャルコンソール）       | WUP-N-FETJ    | ファミリーコンピュータ版の移植 |
| 5   | メタルスレイダーグローリー ディレクターズカット | 2015年12月9日  | Wii U              | ハル研究所 （オリジナル版） | 任天堂     | ダウンロード （バーチャルコンソール）       | WUP-N-JDLJ    | スーパーファミコン版『ディレクターズカット』の初移植                                                                                            |

ディレクターズカット版の変更点
- ハードウェアの向上により、グラフィック（中間色など色数が増え滑らかに）、サウンドがさらに向上
- ファミコン版でカットされたシーンが追加。また選択肢も増えている。
- 作曲を担当した京田と当時連絡がつかなかった関係で版権の都合上、BGMが全て新しいものに変更
- エンディングで☆よしみるによる新規書き下ろしイラストが追加

## スタッフ
オリジナル版
- プロデュース、プログラム：岩田聡（ノンクレジット）[3][10]
- グラフィック・デザイナー：☆よしみる、おおのさとし
- アシスタント・グラフィック・デザイナー：橋口茂、橋倉正
- 音楽：京田誠一
- アレンジ：えばしやすゆき、ライブプランニング
- サウンド・エフェクト：向井忠、ライブプランニング
- ロゴ・デザイン：たがたひとし
- プログラミング・ディレクター：向井忠
- AGLプログラマー：阿部哲也
- SFXプログラマー：あおきみや
- スペシャル・プログラマー：阿部正佳、関英利
- 企画・デザイン・ストーリー・ディレクター：☆よしみる

## 評価
ファミリーコンピュータ版
- ゲーム誌『ファミコン通信』のクロスレビューでは合計23点（満40点）となっている[11]。

- ゲーム誌『ファミリーコンピュータMagazine』の読者投票による「ゲーム通信簿」での評価は以下の通り21.8点（満30点）となっている[12]。

| 項目 | キャラクタ | 音楽 | お買得度 | 操作性 | 熱中度 | オリジナリティ | 総合 |
| 得点 | 4.0        | 3.6  | 3.3      | 3.5    | 3.7    | 3.7            | 21.8 |

- ゲーム誌『ユーゲー』では、近未来、美少女、メカという概念が揃ったシナリオやコマンド選択によるシステムは「手堅いラインという印象」と指摘した上で、完成までに4年を要した事で「映像の作り込みは異様に細かい」と称賛した[14]。また、ヒロインの顔グラフィックが48種類用意されている事に関しては「鬼気迫るまでの凄まじいクオリティ」と評し、さらに「アートとして突き抜けるほどに優れた職人芸の域。画面からは執念すら感じる」と絶賛した[14]。

- ゲームムック『ハード末期に発売された名作ゲーム集』では「徹底的に描き込まれた、美麗かつ奥行きを感じさせるグラフィックはファミコンの性能を限界まで引き出したもので、いくらファミコン末期のソフトとはいえ、ほかの作品よりも頭ひとつぬきんでていた」と評されている[13]。

## 漫画版

### 亜空転騒フィクサリア
徳間書店「ホビーボーイ」で1984年1月から1986年10月まで連載され、『メタルスレイダーグローリー』の原案となった☆よしみるの漫画作品。1993年に辰巳出版より初期作品集としてコミックス全1巻が発行された。なお、本作のメインキャラクターは、ゲーム版『メタルスレイダーグローリー』にゲスト出演している。
ストーリー
整備工場を経営しているシン・イチノセら3人を乗せたムーンフェイスは、謎の機能により異世界へ移送され、船に張り付いたロボットの残骸と共に見知らぬ場所に来てしまう。そこには不思議な建造物があり、謎のロボットが襲いかかってきた…。
登場メカ
フィクサリア
ムーンフェイスの未知の移送装置が発動して移送されている途中、バラバラの状態で漂着してきた人型ロボットで、シンによって回収、修理された。右腕に2連装ミサイル、左腕に接近戦用の爪を装備している。
フィクサリアン
謎の異星人の建物に鎮座していた複座型変形人型ロボットで、シンによって修理された。バルカンを装備し、飛行形態、半飛行形態への変形機構を持つ。

### 最終機攻兵メタルスレイダーグローリー エイミアの面影
1995年にメディアワークス「月刊電撃コミックガオ!」で連載された☆よしみるの漫画作品。『メタルスレイダーグローリー』の後日談として位置付けられており、本編では語られなかった設定などが登場する。第1巻が発売されて以降は休載となっており、単行本への収録の際に一部シーンの削除などの再編集が成されている。

### ぷちめた
2013年4月1日から2013年7月2日にかけてホビレコード開発ブログで連載されていた☆よしみるの4コマ漫画作品。「世界観だけそのままにして、時系列が無い感覚」で描かれており、特に過去も未来もない作品となっている。

## 関連作品
- 『メタルスレイダーグローリー ファンブック』（HIPPON SUPER!編集部、JICC出版局、1991年8月） 
  - ファミコン版のファンブック。本作の資料集として設定画、ビジュアルシーンを濃厚に収録しており、また本作の最大の特徴ともいえる「ファミコンの限界」に挑戦した開発苦労話や技術論に関して多くのページを割いている。巻末におまけ漫画、「THE INSIDE OF GLORY(vol1)」を収録している。
  - プロジェクトEGGの書籍復刻プロジェクト第1弾として、文章全面改稿・掲載資料のクリーン化などを行った『メタルスレイダーグローリーファンブック　リマスター』が出版された。制作進行上の都合により2012年秋から2013年9月30日の出版まで約1年発売延期が続いた。

- 『メタルスレイダーグローリー オリジナルサウンドトラック』（シティコネクション [クラリスディスク]レーベル、2014年5月28日、CDGM-10019）
  - ファミコン版の発売から実に約22年半後に発売された、本作初のサウンドトラックCD。初回生産版にはボーナスディスクとして「秘蔵のデモ音源」（開発時ゲーム用にプログラミングする際のベースとして普通の音楽機材で演奏したBGM）が同梱された。

- 『サウンドドラマ メタルスレイダーグローリー』（フロンティアワークス、2008年7月24日[15]、FCCT-0073）

他の関連作品については、☆よしみる#主な作品を参照のこと。